# Thaumaglossa postlimbata
Thaumaglossa postlimbata is een keversoort uit de familie spektorren (Dermestidae). De wetenschappelijke naam van de soort werd in 1948 gepubliceerd door Maurice Pic.